# Paul Tiensten
 (avril 2009).
Paul Tiensten (né en 1966) est un homme politique de Papouasie-Nouvelle-Guinée. Il fut ministre des Affaires étrangères et du commerce du 15 novembre 2006 au 29 août 2007.
En 2011, il est arrêté pour corruption. Condamné à 9 ans de prison en 2014, sa peine est prolongée de trois ans pour détournement de fonds l'année suivante,,.